# Čtečka otisků prstů

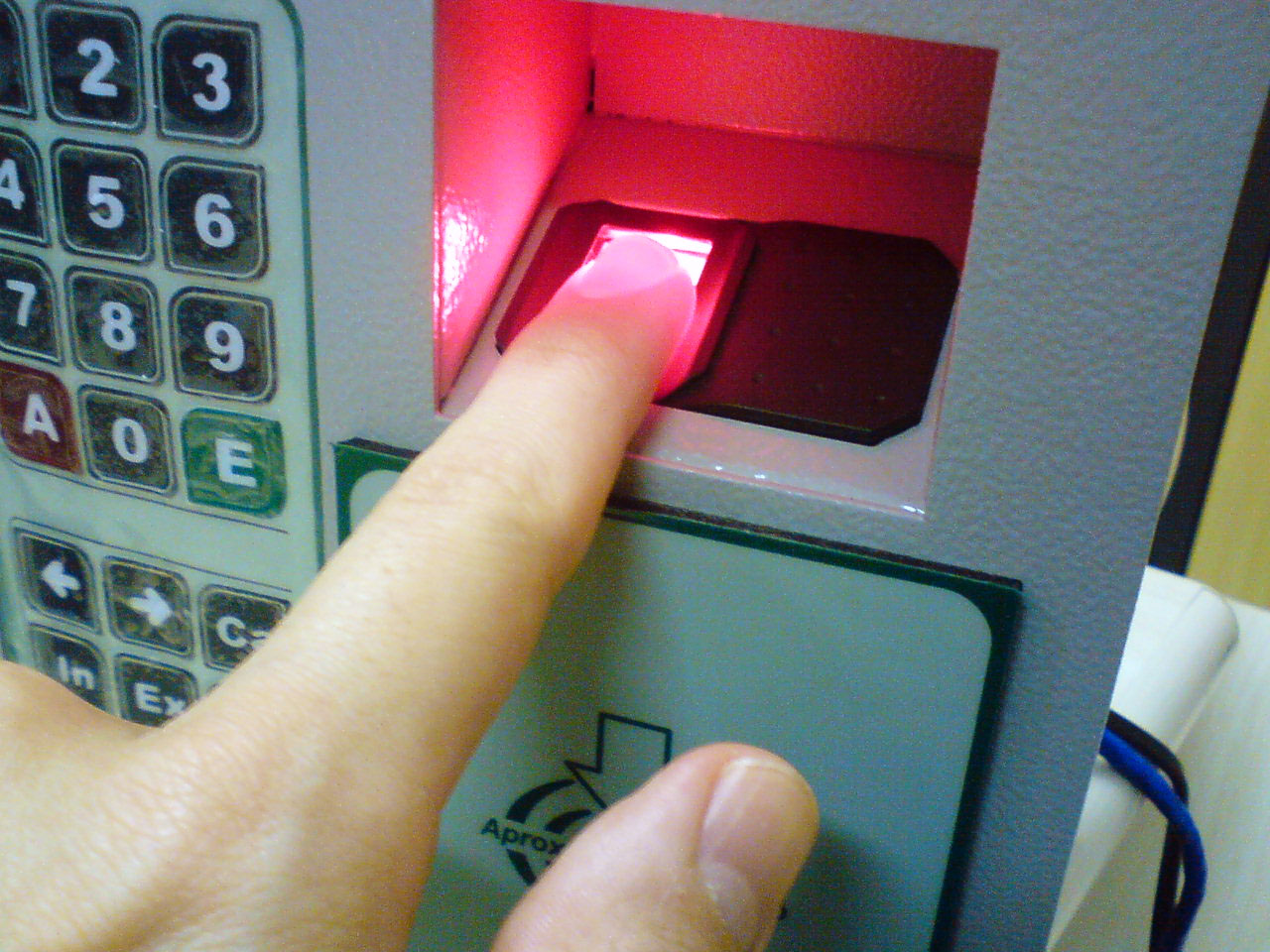
Obecná čtečka otisku prstů s optickým skenerem

Čtečka otisků prstů je biometrické zařízení, které používá digitální obraz vzoru otisku prstu (tomuto vzoru se říká „live scan“). Tento „live scan“ je digitálně zpracován k vytvoření biometrické šablony, která se používá pro srovnávání. Bezpečnost metody se ale často přeceňuje. Čtečka měla v roce 2018 nejčastější uplatnění v mobilních telefonech (Smartphone), postupem času však býval více užívána čtečka obličeje (2021).[zdroj?] Používá se také pro zabezpečení objektů (domácí bezpečnostní systém, banky, státní instituce) nebo jako periferie k počítači (nejčastěji připojena pomocí USB portu).

## Existují 3 druhy skeneru
- optický skener
- kapacitní skener
- ultrazvukový skener

### Optickýskener
Toto je nejstarší metoda, která je na provedení nejlevnější, ale také není nejbezpečnější. Obraz získává pomocí fotografie prstu. Snímání fotografií je odlišné od běžného fotoaparátu. Takový fotoaparát musí mít vysoký kontrast (aby zachytil rozdíl několika málo milimetrů mezi výstupky a prohlubněmi) a několik diod u snímače (když na snímač přiložíme prst, tak zamezíme přísunu světla). Pomocí algoritmu zjišťuje, kde jsou na prstu prohlubně a kde naopak hřebeny (papilární linie). Algoritmy pracují tím způsobem, že analyzují světlá a tmavá místa na získané fotografii. Čím lepší fotografie prstu, tím přesnější rozpoznání. To znamená, pokud se vám podaří vyfocenou kopii otisku prstu dobře vytisknout, systém oklamete.

### Kapacitní skener

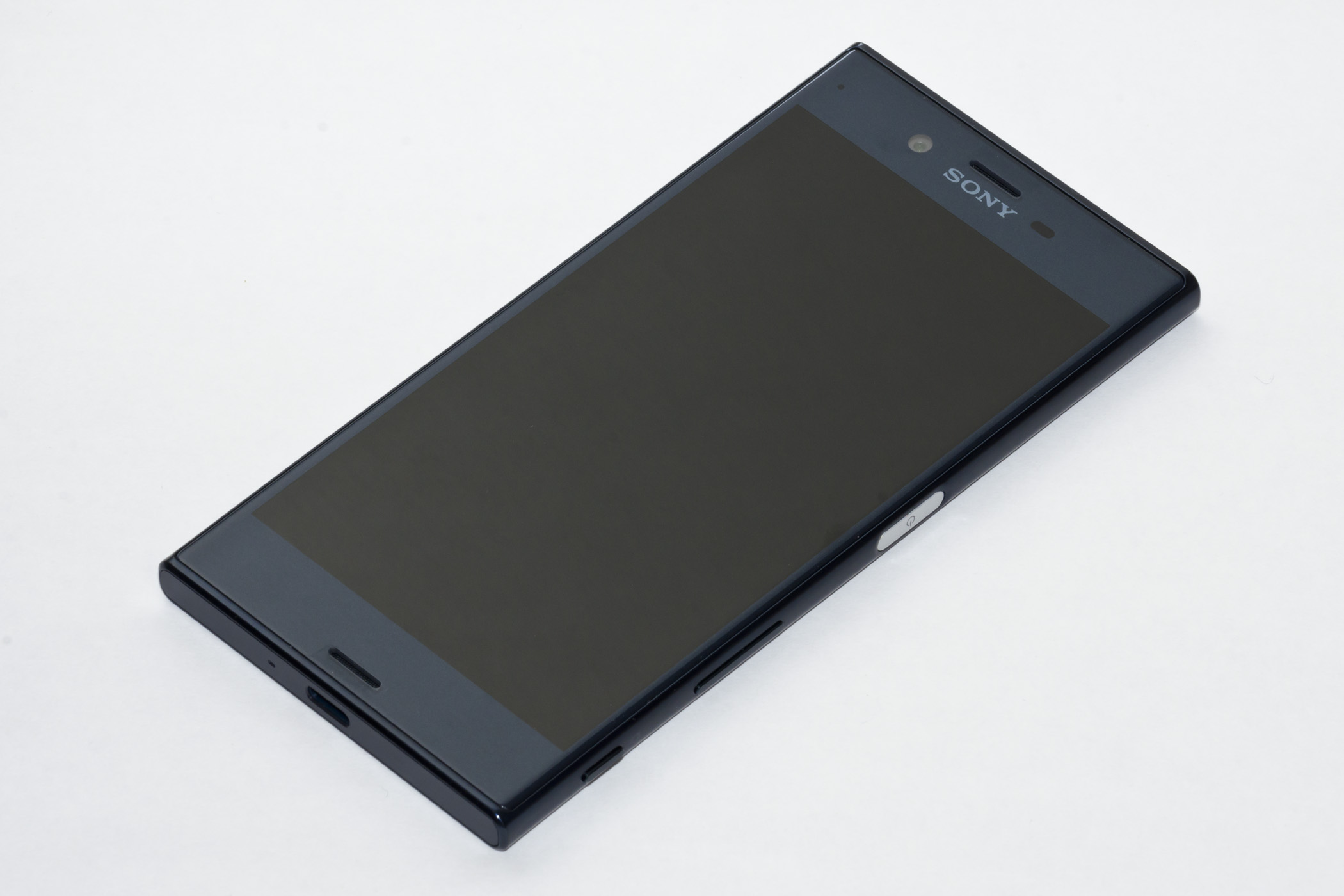
čtečka otisku prstu s kapacitním skenerem umístěná v telefonu (stříbrné tlačítko)

Tento skener je bezpečnější než optický. Snímač se skládá z malých kondenzátorů. Při přiložení prstu rozpoznává, kde jsou papilární linie díky změně elektrického náboje (náboj se nezmění – prohlubeň, náboj se změní – papilární linie)). Informace jsou zaznamenávány pomocí převodníku z analogového signálu na digitální a jsou posílány k dalšímu zpracování. Čím více kondenzátorů, tím přesnější je otisk. Rozptyl kvality kapacitních čteček se pohybuje od stovek kondenzátorů u těch nejjednodušších, až po tisíce kondenzátorů u těch nejpřesnějších. Tento skener už lze prolomit pouze softwarovým útokem. Tento skener je dražší než optický.

### Ultrazvukový skener
Zatím nejnovější typ. Pro získání otisku prstu je senzor vybaven ultrazvukovým vysílačem a přijímačem. Ultrazvukový signál je vyslán směrem k prstu (přiloženém na snímači), když se signál vrací, přijímač vyhodnotí, který signál se přišel dříve (papilární linie) a který později (prohlubně). Čím déle bude prst přiložen, tím detailnější otisk se podaří získat. Opět lze prolomit pouze na softwarové úrovni.

## Kryptografie
Každý výrobce má jiné algoritmy. Někteří výrobci porovnávají získaný scan celý, jiní pouze hledají místa, kde jednotlivé linie splývají v jednu, či úplně končí (šetření výkonu i času).  Čtečka může být i umístěná na jiných místech.
Pro čtečky, které zkoumají pouze část otisku, je možné mezi existujícími otisky prstů najít tzv. hlavní otisk (obdobu hesla 1234), kterým lze odemknout asi 4 procenta zařízení, které takovou čtečku používají. Na základě hlavních otisků je možné vytvořit umělý otisk, s jehož pomocí lze pak v závislosti na počtu otisků uložených ve čtečce a při předpokladu možných pěti pokusů na jedno přihlášení odemknout 26 až 65 % procent zařízení. Navíc softwarová implementace může mít chyby, takže lze čtečku zcela obejít.